# Microgynoecium tibeticum
Microgynoecium tibeticum là loài thực vật có hoa thuộc họ Dền. Loài này được Hook. f. mô tả khoa học đầu tiên năm 1880.